# São João do Manteninha
São João do Manteninha is een gemeente in de Braziliaanse deelstaat Minas Gerais. De gemeente telt 5.132 inwoners (schatting 2009).